# Neonerita curta
Neonerita curta är en fjärilsart som beskrevs av Rothschild 1917. Neonerita curta ingår i släktet Neonerita och familjen björnspinnare. Inga underarter finns listade i Catalogue of Life.